# Jamovec

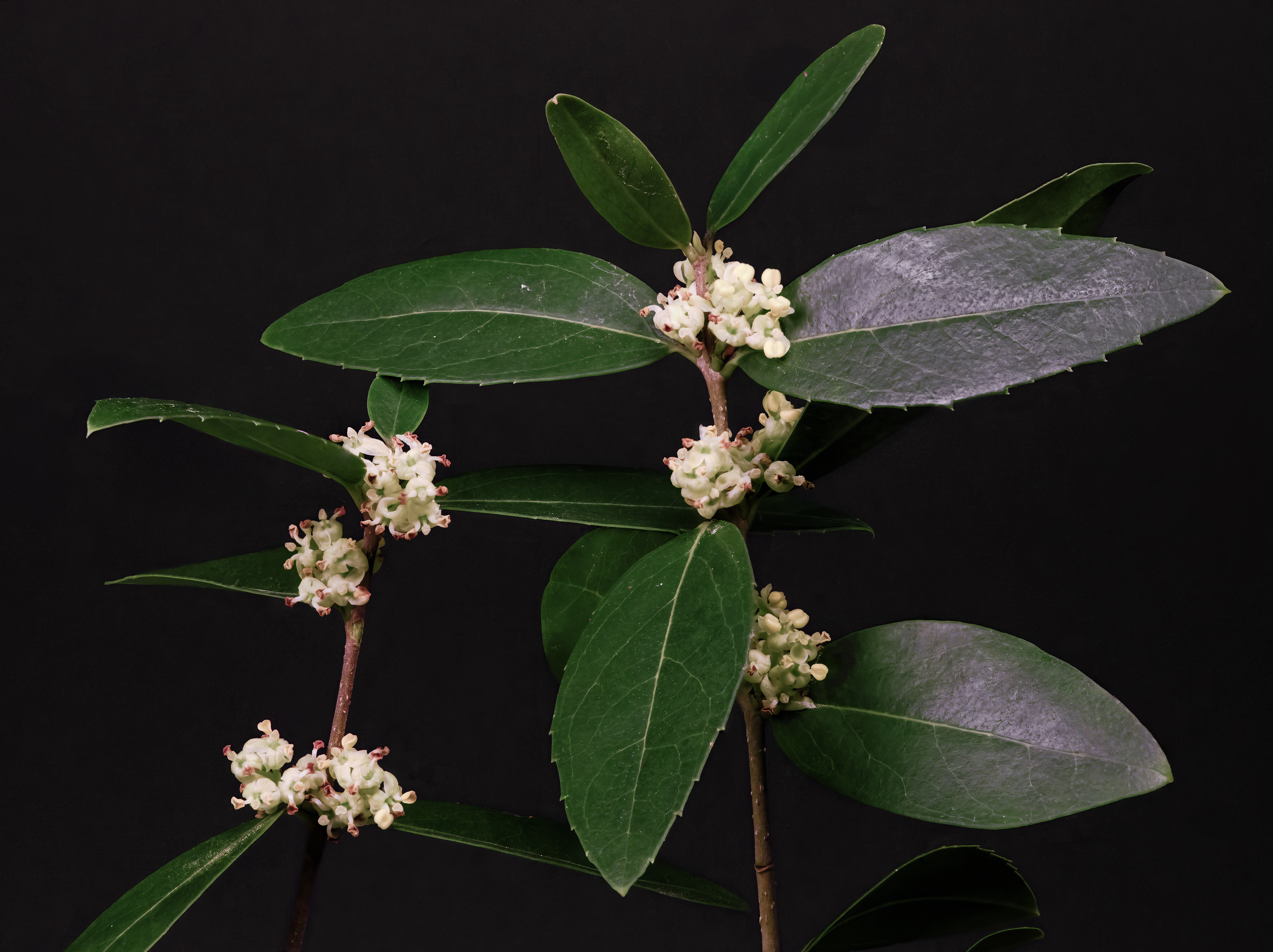
Kvetoucí jamovec širokolistý (Phillyrea latifolia)

Jamovec (Phillyrea) je rod rostlin patřící do čeledi olivovníkovité (Oleaceae). Jsou to stálezelené keře s tuhými vstřícnými listy, rozšířené ve 2 druzích ve Středomoří a Turecku.

## Popis
Jamovce jsou stálezelené keře, zřídka dorůstající do podoby nízkých stromů. Mají tuhé, kožovité, jednoduché listy s celokrajnou nebo pilovitou čepelí. Listy jsou na větévkách postaveny vstřícně. Květy jsou drobné, bělavé, vyrůstající ve svazečcích v úžlabí listů na loňských větévkách. Květy jsou vonné, čtyřčetné, oboupohlavné a obsahují 2 tyčinky a dvoupouzdrý semeník. Plodem je jednosemenná modrá peckovice.

## Rozšíření
Jamovce jsou rozšířeny v celém Středomoří včetně severní Afriky a v Malé Asii.

## Taxonomie
V různých zdrojích je udáván různý počet druhů rodu jamovec a zejména jamovec širokolistý (Phillyrea latifolia) má velké množství synonym. Současná taxonomie uznává pouze 2 druhy: jamovec úzkolistý (Phillyrea angustifolia) a jamovec širokolistý (Phillyrea latifolia). Jamovec ozdobný (Phillyrea vilmoriniana), pocházející ze Zakavkazska, byl přeřazen do rodu vonokvětka (Osmanthus) pod názvem Osmanthus decorus.

## Význam a pěstování
Jamovce jsou teplomilné dřeviny, které je v Česku možno pěstovat jen ve zvlášť teplých a chráněných polohách. Na zimu vyžadují kryt. Sázejí se do dobré, písčité půdy na slunné až polostinné stanoviště. Množí se výsevem semen, letními řízky nebo hřížením.